# Markiana
Markiana és un gènere de peixos de la família dels caràcids i de l'ordre dels caraciformes.

## Taxonomia
- Markiana geayi (Pellegrin, 1908)[2]
- Markiana nigripinnis (Perugia, 1891)[3][4][5][6][7][8][9][10]